# Danh sách tác phẩm Doraemon

Áp phích vở nhạc kịch Nobita và hành tinh muông thú

Doraemon nguyên tác là xê-ri Anime và Manga được sáng tác bởi Fujiko F. Fujio. Bắt đầu từ những chương truyện nhỏ đăng trên tạp chí tháng CoroCoro Comic sau đó Shogakukan tập hợp lại phát hành theo cuốn từ tập 1 đến tập 45. Sau đó chuyển thể thành anime theo ba giai đoạn: phim hoạt hình 1973, 1979-2005 và 2005. Năm 2014 Viz Media mua bản quyền, "Mỹ hóa" các yếu tố trong phim như tên nhân vật, địa điểm... và phát sóng trên Disney XD kể từ 7 tháng 7. Xê-ri cũng được chuyển thể thành nhiều tác phẩm khác nhau như Doraemon Plus, truyện ngắn, truyện dài, phim điện ảnh, trò chơi điện tử, nhạc kịch, băng đĩa... Dưới đây là danh sách tác phẩm Doraemon được phát hành

## Truyện tranh
Được ra mắt lần đầu dưới dạng các chương truyện riêng lẻ được đăng trên các tạp chí khác nhau của Shogakukan từ 1969. Sau đó được tập hợp lại thành cuốn phát hành có tổng cộng 45 tập truyện ngắn ra đời. Vào năm 1980 truyện dài được ra mắt dựa trên phiên bản điện ảnh cùng năm có 24 tập đã ra mắt kể từ đó đến năm 2005. Sang năm 2006 truyện dài chuyển sang giai đoạn mới gọi là Eiga và Eiga Story có khoảng 10 tập được phát hành.

#### Truyện phim Doraemon

##### Truyện phim bản thường (Eiga Story)
| # | Tựa                                                                                                  | Ngày phát hành      | ISBN               | Phát hành tại Việt Nam |
| - | --- | ------------------- | ------------------ | ---------------------- |
| 1 | Truyện gốc Chú khủng long của Nobita 2006 DS (のび太恐竜2006 DSオリジナルのコミック)                 | 10 tháng 3 năm 2006 | ISBN 4091401503    |                        |
| 2 | Tân Nobita và chuyến phiêu lưu vào xứ quỷ - 7 nhà phép thuật (のび太の新魔界大冒険～7人の魔法使い～) | 10 tháng 3 năm 2007 | ISBN 9784091403193 | 26 tháng 9 năm 2022    |
| 3 | Nobita và người khổng lồ xanh (のび太と緑の巨人伝)                                                   | 8 tháng 3 năm 2008  | ISBN 9784091405487 |                        |
| 4 | Nobita và cuộc đại thủy chiến ở xứ sở người cá (のび太の人魚大海戦)                                  | 8 tháng 3 năm 2010  | ISBN 9784091405487 |                        |
| 5 | Nobita và hòn đảo diệu kì - Hành trình muông thú (のび太と奇跡の島 〜アニマル アドベンチャー〜)      | 15 tháng 3 năm 2012 | ISBN 9784091413659 | 26 tháng 9 năm 2022    |
| 6 | Nobita và viện bảo tàng bảo bối ( のび太のひみつ道具博物館)                                          | 30 tháng 3 năm 2013 | ISBN 9784091416407 | 26 tháng 9 năm 2022    |
| 7 | Nobita và những hiệp sĩ không gian (のび太の宇宙英雄記 (スペースヒーローズ))                         | 28 tháng 4 năm 2015 | ISBN 9784091420169 | 6 tháng 10 năm 2017    |
| 8 | Nobita và những bạn khủng long mới (のび太の新恐竜)                                                  | 25 tháng 3 năm 2020 | ISBN 9784091431639 |                        |

##### Truyện phim màu (Eiga)
Eiga Doraemon là bộ tranh truyện dài màu lấy từ phiên bản điện ảnh phát hành tại rạp hằng năm.
| #  | Tựa                                                                                                   | Ngày phát hành       | ISBN               | Phát hành tại Việt Nam |
| -- | --- | -------------------- | ------------------ | ---------------------- |
| 1  | Chú khủng long của Nobita 2006                                                                        | 28 tháng 6 năm 2006  | ISBN 4091401694    |                        |
| 2  | Tân Nobita và chuyến phiêu lưu vào xứ quỷ - 7 nhà phép thuật                                          | 28 tháng 6 năm 2007  | ISBN 9784091403360 | 10 tháng 6 năm 2024    |
| 3  | Nobita và người khổng lồ xanh                                                                         | 27 tháng 6 năm 2008  | ISBN 9784091405609 |                        |
| 4  | Tân☆Nobita và lịch sử khai phá vũ trụ                                                                 | 28 tháng 7 năm 2009  | ISBN 9784091408150 | 9 tháng 8 năm 2024     |
| 5  | Nobita và cuộc đại thủy chiến ở xứ sở người cá                                                        | 28 tháng 7 năm 2010  | ISBN 9784091411204 | 9 tháng 9 năm 2024     |
| 6  | Tân Nobita và binh đoàn người sắt - Đôi cánh Thiên thần                                               | 28 tháng 7 năm 2011  | ISBN 9784091413154 |                        |
| 7  | Nobita và hòn đảo diệu kì - Hành trình muông thú                                                      | 27 tháng 7 năm 2012  | ISBN 9784091414991 | 11 tháng 10 năm 2024   |
| 8  | Nobita và viện bảo tàng bảo bối                                                                       | 28 tháng 7 năm 2013  | ISBN 9784091416872 | 17 tháng 1 năm 2014    |
| 9  | Tân Nobita thám hiểm vùng đất mới - Peko và 5 nhà thám hiểm (新・のび太の大魔境〜ペコと5人の探検隊〜) | 25 tháng 7 năm 2014  | ISBN 9784091418081 |                        |
| 10 | Nobita và những hiệp sĩ không gian                                                                    | 11 tháng 12 năm 2015 | ISBN 9784091420954 |                        |
| 11 | Doraemon: Tân Nobita và nước Nhật thời nguyên thủy                                                    | 28 tháng 7 năm 2016  | ISBN 9784091422064 | 8 tháng 11 năm 2024    |
| 12 | Doraemon: Nobita và chuyến thám hiểm Nam Cực Kachi Kochi                                              | 28 tháng 8 năm 2017  | ISBN 9784091424600 | 20 tháng 12 năm 2024   |
| 13 | Doraemon: Nobita và đảo giấu vàng                                                                     | 27 tháng 7 năm 2018  | ISBN 9784091427922 |                        |
| 14 | Doraemon: Nobita và Mặt Trăng phiêu lưu ký                                                            | 26 tháng 7 năm 2019  | ISBN 9784091430588 |                        |
| 15 | Doraemon: Nobita và những bạn khủng long mới                                                          | 7 tháng 8 năm 2020   | ISBN 9784091432278 |                        |
| 16 | Doraemon: Nobita và cuộc chiến vũ trụ tí hon 2021                                                     | 4 tháng 3 năm 2022   | ISBN 9784091433824 |                        |
| 17 | Doraemon: Nobita và vùng đất lý tưởng trên bầu trời                                                   | 3 tháng 3 năm 2023   | ISBN 9784091435941 | 14 tháng 7 năm 2023    |
| 18 | Doraemon: Nobita và bản giao hưởng Địa Cầu                                                            | 26 tháng 4 năm 2024  | ISBN 9784091437075 | 8 tháng 7 năm 2024     |
| 19 | Doraemon: Nobita và cuộc phiêu lưu vào thế giới trong tranh                                           | 25 tháng 4 năm 2025  | ISBN 9784091437228 | 30 tháng 6 năm 2025    |

##### Truyện đọc thiếu nhi
| # | Tựa | Ngày phát hành     | ISBN               | Phát hành tại Việt Nam |
| - | --- | ------------------ | ------------------ | ---------------------- |
| 1 | Doraemon: Nobita và cuộc phiêu lưu vào thế giới trong tranh (コロコロよみもノベル 映画ドラえもん のび太の絵世界物語) | 5 tháng 3 năm 2025 | ISBN 9784092898103 | 23 tháng 6 năm 2025    |

### Doraemon tuyển tập tranh truyện màu
Bộ truyện Doraemon tuyển tập tranh truyện màu (ドラえもん カラー作品集) có sáu tập, với ba hình thức đổ màu: bình thường, đen trắng, đỏ đen, phát hành trên khổ B6.
| # | Ngày phát hành       | ISBN          |
| - | -------------------- | ------------- |
| 1 | 17 tháng 7 năm 1999  | 4-09-149571-0 |
| 2 | 28 tháng 10 năm 1999 | 4-09-149572-9 |
| 3 | 8 tháng 3 năm 2000   | 4-09-149573-7 |
| 4 | 25 tháng 12 năm 2000 | 4-09-149574-5 |
| 5 | 25 tháng 3 năm 2005  | 4-09-149575-3 |
| 6 | 2 tháng 9 năm 2006   | 4-09-140248-8 |

### Doraemon màu kĩ thuật số
Doraemon màu kĩ thuật số (デジタルカラー・セレクション ドラえもん) có sáu tập, phát hành trên khổ B5.
| # | Ngày phát hành      | ISBN          |
| - | ------------------- | ------------- |
| 1 | 20 tháng 5 năm 2004 | 4-09-147021-1 |
| 2 | 20 tháng 5 năm 2004 | 4-09-147022-X |
| 3 | 19 tháng 6 năm 2004 | 4-09-147023-8 |
| 4 | 20 tháng 7 năm 2004 | 4-09-147024-6 |
| 5 | 20 tháng 8 năm 2004 | 4-09-147025-4 |
| 6 | 28 tháng 7 năm 2005 | 4-09-147026-2 |

### Doraemon Nhi đồng
Bộ truyện Doraemon Nhi đồng (ぴっかぴかコミックス 『ドラえもん』) có 18 tập, phát hành trên khổ A5.
| #  | Ngày phát hành       | ISBN              |
| -- | -------------------- | ----------------- |
| 1  | 30 tháng 7 năm 2004  | 4-09-148001-2     |
| 2  | 1 tháng 9 năm 2004   | 4-09-148002-0     |
| 3  | 1 tháng 10 năm 2004  | 4-09-148003-9     |
| 4  | 1 tháng 11 năm 2004  | 4-09-148004-7     |
| 5  | 1 tháng 12 năm 2004  | 4-09-148005-5     |
| 6  | 27 tháng 12 năm 2004 | 4-09-148006-3     |
| 7  | 1 tháng 2 năm 2005   | 4-09-148007-1     |
| 8  | 1 tháng 3 năm 2005   | 4-09-148008-X     |
| 9  | 27 tháng 4 năm 2005  | 4-09-148009-8     |
| 10 | 1 tháng 7 năm 2005   | 4-09-148010-1     |
| 11 | 1 tháng 8 năm 2005   | 4-09-148181-7     |
| 12 | 31 tháng 3 năm 2006  | 4-09-148043-8     |
| 13 | 1 tháng 8 năm 2006   | 4-09-148049-7     |
| 14 | 1 tháng 8 năm 2006   | 4-09-148056-X     |
| 15 | 1 tháng 3 năm 2007   | 978-4-09-148060-6 |
| 16 | 1 tháng 6 năm 2007   | 978-4-09-148070-5 |
| 17 | 1 tháng 10 năm 2007  | 978-4-09-148077-4 |
| 18 | 1 tháng 2 năm 2008   | 978-4-09-148089-7 |

### Song ngữ
| STT | Tựa đề                                                                     | Ngôn ngữ                      | Nhà xuất bản          | Số tập |
| --- | -------------------------------------------------------------------------- | ----------------------------- | --------------------- | ------ |
| 1   | Doraemon: Gadget Cat from the Future (Doraemon: Mèo máy từ tương lai)      | tiếng Anh và tiếng Nhật       | Shogakukan            | 10     |
| 2   | 多啦A夢學英文 (pinyin: Duōlā-A-mèng xué yīngwén) (Doraemon: Học tiếng Anh) | tiếng Anh và tiếng Quảng Đông | HKcomics              | 9      |
| 3   | Doraemon học tiếng Anh                                                     | tiếng Anh và tiếng Việt       | Nhà xuất bản Kim Đồng | 10     |

### Truyện tranh học tập
- Shōgakukan-ban manga Doraemon jinbutsu nihon'norekishi (小学館版まんがドラえもん人物日本の歴史)
- Doraemon no bikkuri nihon'norekishi (ドラえもんのびっくり日本の歴史)
- Doraemon shukudai kaiketsu shirīzu (ドラえもん宿題解決シリーズ)
- Doraemon fushigi tanken shirīzu (ドラえもんふしぎ探検シリーズ)
- Gakushū manga Doraemon karada shirīzu (学習まんがドラえもんからだシリーズ)
- Doraemon no gakushū shirīzu (ドラえもんの学習シリーズ)
- Dorazemidoranettobukkusu (ドラゼミドラネットブックス)

### Bách khoa, truyện tranh chuyển thể
- Doraemon hyakka (ドラえもん百科)
- Saishindoraemonhimitsuhyakka (最新ドラえもんひみつ百科)
- Ketteihan Doraemon dai jiten (決定版ドラえもん大事典)
- Doraemon himitsu dō gu hyakka (ドラえもん ひみつどうぐ百科)

### Các truyện dài siêu đặc biệt
- Doraemon shin ☆nobitanouchūkaitakushi chō manga gaiden (ドラえもん 新☆のび太の宇宙開拓史 超まんが外伝?) (tạm dịch: Doraemon Tân Nobita và lịch sử khai phá vũ trụ - Ultra Manga Gaiden)
- Doraemon shin Nobita to tetsujin heidan 〜habatake tenshi-tachi 〜 chō tokubetsu-hen (ドラえもん 新・のび太と鉄人兵団 〜はばたけ 天使たち〜 超特別編?) (dịch nghĩa: Doraemon Tân Nobita và binh đoàn người sắt ~ Đôi cánh thiên thần ~ Ultra Special Edition)

### Tập truyện khác
- Bộ Giới thiệu tác phẩm truyện tranh Doraemon (ドラえもん巻頭まんが作品集) có hai tập phát hành vào ngày 1 tháng 12 năm 2003, khổ B6. (ISBN 4-09-149851-5 và ISBN 4-09-149852-3)
- Tập đặc biệt (ドラえもん 傑作選) phát hành ngày 1 tháng 9 năm 1999, khổ A3. (ISBN 4-09-176121-6)
- Tập đặc biệt về Dorami (ドラえもんスペシャル ドラミちゃん) phát hành ngày 1 tháng 8 năm 2007, khổ A5. (ISBN 978-4-09-148076-7)
- Một tập màu Doraemon (カラー版 ドラえもん 1) phát hành ngày 30 tháng 9 năm 2005, khổ A5. (ISBN 4-09-148221-X)
- Bảy tập phiên bản của tác giả Fujiko Fujio (藤子不二雄自選集), khổ A5. (ISBN 4-09-176001-5, ISBN 4-09-176002-3, ISBN 4-09-176003-1, ISBN 4-09-176004-X, ISBN 4-09-176005-8, ISBN 4-09-176006-6 và ISBN 4-09-176007-4)
- Hai tập phiên bản Doraemon của tác giả Fujiko Fujio (藤子・F・不二雄自選集 ドラえもん) phát hành ngày 26 tháng 2 năm 1998, khổ Duodecimo. (ISBN 4-09-176101-1 và ISBN 4-09-176102-X)
- Bộ truyện 小学館コロコロ文庫 18 tập, phát hành từ ngày 28 tháng 10 năm 1994 đến ngày 15 tháng 11 năm 2005, ấn bản bìa mềm.
- Bộ truyện 小学館コロコロ文庫デラックス 10 tập, phát hành từ ngày 10 tháng 8 năm 2000 đến ngày 16 tháng 12 năm 2000, ấn bản bìa mềm.
- Nhiều bộ phim chủ đề và một số tập phim ngắn đặc biệt được chuyển thể sang truyện tranh.
- Hai mươi tuyển tập truyện ngắn và sáu tuyển tập truyện dài, khổ A5, nằm trong Đại tuyển tập Fujiko F. Fujio (藤子・F・不二雄大全集).
- Một phiên bản của truyện ngắn 45 tập, khổ B6, được phát hành từ ngày 8 tháng 6 năm 1984 đến ngày 3 tháng 6 năm 1990.
- Doraemon Khám phá mê cung (ドラえもん　めいろだいすき)
- Doraemon Trò chơi đố vui (ドラえもんクイズあそび)
- Doraemon Đố em biết!? (どんなもんだい!?　ドラえもん)
- Doraemon tranh truyện màu: phiên bản truyện tranh của một số bộ phim Doraemon.
- Doraemon: Đội bảo vệ môi trường Trái Đất (ラえもん地球環境警備隊?): Truyện tranh giáo dục, trong đó nhóm bạn Doraemon kể về tầm quan trọng của việc bảo vệ môi trường.
- Doraemon học tập (ドラえもんの学習シリーズ?): Bộ truyện có khoảng hai mươi tập với nhiều môn học.
- Vui cùng Doraemon (スーパーゲームコミック RPGドラえもん? Super Game Comic RPG Doraemon): Truyện kể về những cuộc phiêu lưu của nhóm Doraemon kèm theo danh sách bảo bối và bản đồ hành trình.
- Doraemon bảo bối: Bộ truyện có hơn ba mươi mốt tập ở bộ cũ. Bộ mới gồm bảy tập gồm bốn đến năm tập của bộ cũ kết hợp lại.
- Doraemon đố vui: Bộ truyện có bảy tập. Các tập đều được đánh số, tập bảy có tên "Những cuộc phiêu lưu".
- Đại từ điển Doraemon: phát hành ngày 25 tháng 1 năm 2014
- Doraemon và đội thám hiểm tại sao (ドラえもん なぜなに探検隊?): gồm 2 tập, phát hành ngày 25 tháng 1 năm 2014
- Truyện dài màu Doraemon: Nobita và viện bảo tàng bảo bối: phát hành ngày 25 tháng 1 năm 2014.
- Boku! Minidoraemon (ぼく! ミニドラえもん)
- Doraemon shinbun no dekiru made (ドラえもん 新聞のできるまで)
- Doraemon: Minidora - Trợ thủ đắc lực! (ドラえもんひみつ道具スペシャル ミニドラにおまかせ!?)
- Dorami chan (ドラミちゃん)

### Không do tác giả viết
Lúc sinh thời họa sĩ Fujiko F. Fujio ở nhiều tác phẩm dưới tựa Doraemon chỉ do tác giả quản lý còn phần vẽ do các họa sĩ khác thực hiện mà một trong những con ma viết tiêu biểu là Kenji Takaya. Ngoài ra, một số tác phẩm lấy cảm hứng từ Doraemon nhưng nội dung gần như khác hoàn toàn.
- "Doraemon" `ōji~yataijinomaki' (『ドラえもん』「大じゃたいじのまき」)
- "Doraemon" `sūpākā no maki'(『ドラえもん』「スーパーカーのまき」)
- "Doraemon" `kuizu ni chōsen shiyou!' (『ドラえもん』「クイズにちょう戦しよう!」)
- "Doraemon" `umi e ikitai yo! No maki' (『ドラえもん』「海へ行きたいよ! のまき」)
- "Doraemon" `tonda kuri hiroi no maki' (『ドラえもん』「とんだクリひろいのまき」)
- "Doraemon" `majikkuhangā no maki' (『ドラえもん』「マジックハンガーのまき」)
- "Doraemon" `kaze pisutoru no maki' (『ドラえもん』「かぜピストルのまき」)
- "Doraemon" (sabutaitoru nashi) (『ドラえもん』（サブタイトルなし）)
- "Doraemon" (sabutaitoru nashi. Aori wa `karuga mo-san, kon'nichiwa.') (『ドラえもん』（サブタイトルなし。アオリは「かるがもさん、こんにちは。」）)
- "Doraemon" `Doraemon no momotarō' (『ドラえもん』「ドラえもんの桃太郎」)
- Đội quân Doraemon
- Doraemon Bóng chày

### Kōryaku Hintokomiku
Đây là các sách hướng dẫn chơi trò chơi:
- Famikon manga Doraemon no dai bōken (ファミコンまんが ドラえもんの大冒険)
- Kōryaku manga makai kaitei-hen (攻略まんが 魔界・海底編)
- Kōryaku manga pāto 2 chitei kodai-hen (攻略まんが パート2 地底・古代編)
- Gēmukomikku FC (famikon) Doraemon "giga zonbi no gyakushū" (ゲームコミック FC（ファミコン）ドラえもん〈ギガゾンビの逆襲〉)
- Manga kōryaku pāto 1 Doraemon Nobita no machi kōryaku no maki (マンガ攻略パート1 ドラえもん のび太の町攻略の巻)
- Manga kōryaku pāto 2 Doraemon yōsei no kuni kōryaku no maki (マンガ攻略パート2 ドラえもん のび太の町攻略の巻)
- Kōryaku manga Doraemon yume doro bō to 7-ri no gozansu (攻略マンガ ドラえもん 夢どろぼうと7人のゴザンス)
- Doraemon Nobita no toizurando dai bōken  kōryaku manga pāto 1 (ドラえもん のび太のトイズランド大冒険 攻略まんがパート1)
- Doraemon Nobita no toizurando dai bōken kōryaku manga pāto 2 (ドラえもん のび太のトイズランド大冒険 攻略まんがパート2)
- Kōryaku manga Doraemon Nobita to toki no hōgyoku (攻略まんが ドラえもん のび太と時の宝玉)
- Doraemon Nobita to tsuki no ōkoku kōryaku manga (ドラえもん のび太と月の王国 攻略まんが)y
- Kōryaku hinto komikku Doraemon Nobita to 3ttsu no seirei ishi (攻略ヒントコミック ドラえもん のび太と3つの精霊石)
- Kōryaku hinto komikku Doraemon 2 Nobita to hikari no shinden (攻略ヒントコミック ドラえもん2 のび太と光の神殿)
- Kōryaku hintokomikkusu Doraemon 3 Nobita no machi esuōesu! (攻略ヒントコミックス ドラえもん3 のび太の町SOS!)
- Kōryaku hintokomikkusu Doraemon 3 makai no danjo n (攻略ヒントコミックス ドラえもん3 魔界のダンジョン)
- Kōryaku hintokomikkusu Doraemon midori no wakusei dokido ki dai dasshutsu! (攻略ヒントコミックス ドラえもん 緑の惑星 ドキドキ大脱出!)

## Hoạt hình
Xê-ri được phát sóng lần đầu trên kênh Nippon TV từ 1 tháng 4 năm 1973 đến 30 tháng 9 năm 1973 với 52 tập được lên sóng. Sau đó quá trình sản xuất được tạm ngưng cho đến năm 1979 thì sản xuất trở lại với 1787 tập ngắn kể từ 2 tháng 4 năm 1979 đến 18 tháng 3 năm 2005 trên kênh TV Asahi. Sang tháng 4 năm 2005 xê-ri được chuyển sang giai đoạn sản xuất mới với công nghệ chất lượng cao, hình ảnh sắc nét hơn trên 1400 tập phim được phát sóng kể từ 15 tháng 4 năm 2005 đến nay.

### Phim điện ảnh
Là xê-ri phim được phát hành vào tháng 3 hàng năm tại Nhật Bản. Được Toho ra mắt từ 1980, tính đến nay đã có trên 30 tập phim chủ đề và nhiều tập ngắn khác ra đời. Vào năm 2015 xê-ri đánh dấu tròn 35 năm. Dưới đây là danh sách DVD phim điện ảnh phát hành bởi Shogakukan.
| #  | Tên                                                          | Ngày phát hành       | Mã ISBN                                                           | Tham khảo             |
| -- | ------------------------------------------------------------ | -------------------- | ----------------------------------------------------------------- | --------------------- |
| 1  | Chú khủng long của Nobita                                    | 14 tháng 3 năm 2001  | ISBN 4099082016                                                   | [ Sho 29 ]            |
| 2  | Nobita và lịch sử khai phá vũ trụ                            | 14 tháng 3 năm 2001  | ISBN 4099082024                                                   | [ Sho 30 ]            |
| 3  | Nobita thám hiểm vùng đất mới                                | 4 tháng 7 năm 2001   | ISBN 4099082032                                                   | [ Sho 31 ]            |
| 4  | Nobita và lâu đài dưới đáy biển                              | 4 tháng 7 năm 2001   | ISBN 4099082040                                                   | [ Sho 32 ]            |
| 5  | Nobita và chuyến phiêu lưu ở xứ quỷ"'                        | 7 tháng 11 năm 2001  | ISBN 4099082059                                                   | [ Sho 33 ]            |
| 6  | Nobita và cuộc chiến vũ trụ                                  | 7 tháng 11 năm 2001  | ISBN 4099082067                                                   | [ Sho 34 ]            |
| 7  | Nobita và binh đoàn người sắt                                | 20 tháng 3 năm 2002  | ISBN 4099082075                                                   | [ Sho 35 ]            |
| 8  | Nobita và hiệp sĩ rồng                                       | 20 tháng 3 năm 2002  | ISBN 4099082083                                                   | [ Sho 36 ]            |
| 9  | Nobita Tây du ký                                             | 17 tháng 7 năm 2002  | ISBN 4099082091                                                   | [ Sho 37 ]            |
| 10 | Nobita và nước Nhật thời nguyên thủy                         | 17 tháng 7 năm 2002  | ISBN 4099082105                                                   | [ Sho 38 ]            |
| 11 | Nobita và hành tinh muông thú                                | 20 tháng 11 năm 2002 | ISBN 4099082113                                                   | [ Sho 39 ]            |
| 12 | Nobita ở xứ sở nghìn lẻ một đêm                              | 20 tháng 11 năm 2002 | ISBN 4099082121                                                   | [ Sho 40 ]            |
| 13 | Nobita và vương quốc trên mây                                | 19 tháng 3 năm 2003  | ISBN 409908213X                                                   | [ Sho 41 ]            |
| 14 | Nobita và mê cung thiếc                                      | 16 tháng 7 năm 2003  | ISBN 4099082164                                                   | [ Sho 42 ]            |
| 15 | Nobita và ba chàng hiệp sĩ mộng mơ                           | 13 tháng 11 năm 2003 | ISBN 4099082172                                                   | [ Sho 43 ]            |
| 16 | Đấng toàn năng Nobita                                        | 17 tháng 3 năm 2004  | ISBN 4099082199                                                   | [ Sho 44 ]            |
| 17 | Nobita và chuyến tàu tốc hành Ngân Hà                        | 14 tháng 7 năm 2004  | ISBN 4099088219                                                   | [ Sho 45 ]            |
| 18 | Nobita và cuộc phiêu lưu ở thành phố dây cót                 | 17 tháng 11 năm 2004 | ISBN 4099088235                                                   | [ Sho 46 ]            |
| 19 | Nobita và chuyến du hành biển phương Nam                     | 20 tháng 4 năm 2005  | ISBN 4099088251                                                   | [ Sho 47 ]            |
| 20 | Nobita - Vũ trụ phiêu lưu ký                                 | 20 tháng 7 năm 2005  | ISBN 4099088286                                                   | [ Sho 48 ]            |
| 21 | Nobita và truyền thuyết vua mặt trời                         | 16 tháng 11 năm 2005 | ISBN 4099088308                                                   | [ Sho 49 ]            |
| 22 | Nobita và những pháp sư gió bí ẩn                            | 20 tháng 7 năm 2005  | ISBN 4099088278                                                   | [ Sho 50 ]            |
| 23 | Chú khủng long của Nobita 2006                               | 20 tháng 12 năm 2006 | ISBN 4099095703 (bản thường) ISBN 409909569X (bản đặc biệt)       | [ Sho 51 ] [ Sho 52 ] |
| 24 | Tân Nobita và chuyến phiêu lưu vào xứ quỷ - 7 nhà phép thuật | 5 tháng 12 năm 2007  | ISBN 9784099096786 (bản thường) ISBN 9784099096793 (bản đặc biệt) | [ Sho 53 ] [ Sho 54 ] |
| 25 | Nobita và người khổng lồ xanh                                | 3 tháng 12 năm 2008  | ISBN 9784099097769 (bản thường) ISBN 9784099097752 (bản đặc biệt) | [ Sho 55 ] [ Sho 56 ] |
| 26 | Tân Nobita và lịch sử khai phá vũ trụ                        | 2 tháng 12 năm 2009  | ISBN 9784099117856 (bản thường) ISBN 9784099117849 (bản đặc biệt) | [ Sho 57 ] [ Sho 58 ] |

### Phim ngắn
| # | Tên tập phim | Đạo diễn           | Kịch bản           | Ngày phát hành      |
| --- | --- | ------------------ | ------------------ | ------------------- |
| 1 | "Cậu bé quả đào" "Boku, Momotarō no nan'na no sa" (ぼく、桃太郎のなんなのさ)                                                                                 | Kanda Takeyuki     | Shiroyama Noboro   | 1 tháng 8 năm 1981  |
| 2 | "Dorami: Mini-Dora SOS" "Doramichan Mini-Dora SOS" (ドラミちゃん ミニドラSOS!!!)                                                                             | Moriwaki Makoto    | Motohiro Ryoko     | 11 tháng 3 năm 1989 |
| 3 | "Dorami-chan: Arara • Shounen Sanzoku-dan" "Doramichan Arara♥shōnen sanzoku-dan!" (ドラミちゃん アララ・少年山賊団!)                                         | Hara Keiichi       | Maruo Miho         | 9 tháng 3 năm 1991  |
| 4 | "Dorami-chan: Hello Kyōryū Kids" "Doramichan Hello kyōryū kids!" (ドラミちゃん ハロー恐竜キッズ!!)                                                           | Hara Keiichi       | Nishimura Takashi  | 6 tháng 3 năm 1993  |
| 5 | "Dorami-chan: Aoi Straw Hat" "Dorami-chan Aoi Straw Hat" (ドラミちゃん 青いストローハット)                                                                   | Andou Toshihiko    | Maruo Miho         | 1 tháng 3 năm 1994  |
| 6 | "2112: Doraemon ra đời" "2112-nen Doraemon tanjō" (2112年ドラえもん誕生)                                                                                     | Andou Toshihiko    | Yonetani Yoshitomo | 4 tháng 3 năm 1995  |
| 7 | "Dorami và đội quân Doraemon: 7 bí ẩn của trường đào tạo robot" "Dorami & Doraemons: Robot gakkō nanafushigi!?" (ドラミ&ドラえもんズ ロボット学校七不思議!?) | Yonetani Yoshitomo | Yonetani Yoshitomo | 2 tháng 3 năm 1996  |
| 8 | "Đội quân Doraemon: Siêu đạo chích Dorapan và lá thư thách đấu" "The Doraemons: Kaitō Dorapan nazo no chōsen-jō!" (ザ☆ドラえもんズ 怪盗ドラパン謎の挑戦状!)  | Yonetani Yoshitomo | Terada Kenji       | 8 tháng 3 năm 1997  |
| 9 | "Đội quân Doraemon: Đại chiến thuật côn trùng" "The Doraemons Mushimushi pyonpyon daisakusen!" (ザ☆ドラえもんズ ムシムシぴょんぴょん大作戦!)                 | Yonetani Yoshitomo | Terada Kenji       | 7 tháng 3 năm 1998  |
| 10 | "Doraemon trở về" "Kaettekita Doraemon" (帰ってきたドラえもん)                                                                                               | Watanabe Ayumu     | Shiroyama Noboru   | 7 tháng 3 năm 1998  |
| 11 | "Đội quân Doraemon: Vương quốc bánh kẹo Okashinana" "The Doraemons Okashina okashina okashinana!?" (ザ☆ドラえもんズ おかしなお菓子なオカシナナ!?)            | Yonetani Yoshitomo | Yonetani Yoshitomo | 6 tháng 3 năm 1999  |
| 12 | "Doraemon: Đêm trước đám cưới Nobita" "Nobita no kekkon zen'ya" (のび太の結婚前夜)                                                                           | Watanabe Ayumu     | Fujimoto Nobuyuki  | 6 tháng 3 năm 1999  |
| 13 | "Đội quân Doraemon: Chuyến tàu lửa tốc hành" "The Doraemons Dokidoki kikan-sha daibakusō!" (ザ☆ドラえもんズ ドキドキ機 関車大爆走！)                         | Nishikiori Hiroshi | Ikeda Mamiko       | 11 tháng 3 năm 2000 |
| 14 | "Doraemon: Kỷ niệm về bà" "Obā-chan no omoide" (おばあちゃんの思い出)                                                                                        | Watanabe Ayumu     | Fujimoto Nobuyuki  | 11 tháng 3 năm 2000 |
| 15 | "Dorami và Đội quân Doraemon: Đại náo công viên vũ trụ" "Dorami & Doraemons: Uchū Land kiki ippatsu!" (ドラミ&ドラえもんズ 宇宙ランド危機イッパツ!)          | Nishikiori Hiroshi | Ikeda Mamiko       | 10 tháng 3 năm 2001 |
| 16 | "Cố lên Jaian" "Ganbare! Gian!!" (がんばれ!ジャイアン!!) | Watanabe Ayumu     | Fujimoto Nobuyuki  | 10 tháng 3 năm 2001 |
| Trong một ngày mùa đông, Jaiko vô tình gặp một cậu bé tên là Moteo, một người có cùng sở thích vẽ truyện tranh Doujinshi với cô bé. Sau đó cả hai quyết định sẽ hợp tác vẽ truyện tranh. Nhận thấy Jaiko dần có tình cảm với Moteo, Jaian đã mượn bảo bối của Doraemon để Jaiko chủ động nói thích Moteo nhưng Jaiko cảm thấy xấu hổ với Moteo và giận dữ với Jaian, Jaiko đã vứt bản phác thảo truyện cô đang vẽ mặc gió cuốn đi. Cảm thấy có lỗi với em gái, Jaian đã quyết định cùng các bạn như Shizuka, Nobita, Suneo và Doraemon đi tìm lại từng trang giấy đã mất. Thế nhưng tờ cuối cùng Jaian không thấy, mặc dù các bạn đã ra về hết vì trời sắp tối nhưng cậu vẫn rong ruổi khắp đường phố để tìm lại tờ cuối cùng bất chấp tuyết đang rơi. | |                    |                    |                     |
| 17 | "Đội quân Doraemon: Vào! Vào! Vào!!" "The Doraemons Goal! Goal! Goal!!" (ザ☆ドラえもんズ ゴール!ゴール!ゴール!!)                                             | Yasumi Tetsuo      | Yasumi Tetsuo      | 9 tháng 3 năm 2002  |
| 18 | "Doraemon: Ngày tớ ra đời" "Boku no umareta hi" (ぼくの生まれた日)                                                                                           | Watanabe Ayumu     | Fujimoto Nobuyuki  | 9 tháng 3 năm 2002  |
| OVA | "Cuốn nhật ký tương lai" "Nobita to Mirai Note" (のび太と未来ノート)                                                                                         | Maiza Yoshito      | Meshisawa Shintaro | 1994                |
| Khi Doraemon đang đi hẹn hò với Mimi, nhóm Shizuka, Jaian và Suneo đến nhà Nobita và học nhóm với cậu ấy. Nội dung là vẽ về tương lai chủ yếu là nói về các nguồn tài nguyên. Nhưng không may lại viết nhầm vào cuốn nhật ký tương lai của Doraemon. Doraemon quay về nhìn thấy, cảm thấy lo lắng và dùng Cỗ máy thời gian đưa cả nhóm đi đến tương lai. Mọi người phát hiện ra rằng ở tương lai Mặt trời và bầu trời đều là nhân tạo. Sau đó nhóm bí hút qua lỗ thông gió trên bầu trời và phát hiện ra nơi đó rất hoang tàn giống như một vùng đất chết, các robot thì tàn sát nhau để giành nhiên liệu thay cho con người. Do tương lai bị thay đổi dẫn đến Doraemon bị cạn năng lượng. Cỗ máy thời gian cũng gặp sự cố và đưa nhóm trở về thời cổ đại không có con người. Mặc dù cả nhóm đã dùng nhiều cách nạp năng lượng cho Doraemon nhưng do những ảnh hưởng tự nhiên và sinh vật nên thất bại. Mọi chuyện tưởng chừng như đã kết thúc thì mặt trời lên và truyền năng lượng cho Doraemon qua kính lúp. Doraemon tỉnh dậy sau khi đầy năng lượng và đưa nhóm trở về hiện tại, xoá bỏ hình vẽ trên nhật ký, mọi thứ trở về trang giấy trắng. | |                    |                    |                     |

Phim ngắn chỉ chiếu tại Fujiko Museum
| # | Tên tập phim | Thời gian công chiếu |
| - | --- | -------------------- |
| 1 | "F All Stars Dai Shūgō Doraemon & Perman Kikiippatsu! ?" (Fキャラオールスターズ大集合 ドラえもん&パーマン 危機一髪!?)        | Tháng 9 năm 2011     |
| 2 | "21 Emon & Doraemon Yōkoso! Hotel Tsudzure-ya e" (21エモン&ドラえもん ようこそ!ホテルつづれ屋へ)                             | 3 tháng 10 năm 2012  |
| 3 | "Susume Roboketto & Doraemon `Kessen! Kumonoue no Tatsumaki-jō'" (すすめロボケット&ドラえもん「決戦!雲の上の竜巻城」)        | 28 tháng 8 năm 2013  |
| 4 | "Doraemon & Chinpui `Eri-sama Ai no Present Dai Sakusen'" (ドラえもん&チンプイ「エリ様 愛のプレゼント大作戦」)               | 3 tháng 9 năm 2014   |
| 5 | "Kiteretsu Daihyakka & Doraemon `Korosuke no Hajimetenōtsukai'" (キテレツ大百科&ドラえもん「コロ助のはじめてのおつかい」)    | 3 tháng 9 năm 2015   |
| 6 | "Pokonyan & Doraemon `Ponpokonyan de Kokohorenyan'nyan!?'" (ポコニャン&ドラえもん「ポンポコニャンでここほれニャンニャン!?」) | 3 tháng 9 năm 2016   |
| 7 | "Umeboshidenka & Doraemon `Panparopan no Suppappa!'" (ウメ星デンカ&ドラえもん「パンパロパンのスッパッパ!」)                  | 1 tháng 9 năm 2017   |
| 8 | "Doraemon & F All Stars 'Getsumen Race de Dai Pinchi!?'" (ドラえもん&Fキャラオールスターズ「月面レースで大ピンチ!?」)        | 9 tháng 3 năm 2019   |

Chương trình đặc biệt
Doraemon yōroppa tetsudō no tabi (ドラえもん・ヨーロッパ鉄道の旅) Chương trình được phát sóng trên kênh TV Asahi vào 18 tháng 10 năm 1983.
DVD Giáo dục
- Doraemon to isshote asobi-ippai (『ドラえもんといっしょ てあそびいっぱい』)
- Doraemon to issho ma hō de ABC (『ドラえもんといっしょ まほうでABC』)
- Doraemon to issho uta tte aiueo (『ドラえもんといっしょ うたってあいうえお』)
- Doraemon to issho ABC de haikingu  (『ドラえもんといっしょ ABCでハイキング』)
- Doraemon to issho dorami chanto dekiru ka na (『ドラえもんといっしょ ドラミちゃんとできるか

な』)
- Doraemon to issho utaou kazu katachi (『ドラえもんといっしょ うたおうかず・かたち』)

Planetarium
- Doraemon to sagasou uchū no tomodachi (ドラえもんとさがそう 宇宙のともだち?) (tạm dịch: Doraemon và Sagaso Tình bạn vũ trụ)
- Doraemon uchū fushigi dai tanken (ドラえもん 宇宙ふしぎ大探検?) (tạm dịch: Doraemon Chuyến thám hiểm vũ trụ kì thú)

Hoạt hình khác
- Doraemon deta! ! Doraemon no maki (ドラえもん 出た!! ドラえもんの巻?) (1972) (tạm dịch: Doraemon xuất hiện, kỉ nguyên Doraemon)
- Doraemon benkyō heya no tsuri bori (ドラえもん 勉強部屋のつりぼり?) (1978) (tạm dịch: Hồ câu di động trong phòng học)
- Doraemon mei saku gekijō (ドラえもん めいさく劇場?) (1993) (tạm dịch: Doraemon và vở kịch nổi tiếng)
- Doraemon: Nobita và cuốn nhật ký tương lai (1994)
- SF (sukoshi fushigi) shiatā (SF（すこしふしぎ）シアター?) (2013) (tạm dịch: Kịch viễn tưởng)
- Doraemon: Những cuộc phiêu lưu của Ken (ドラえもん ケンちゃんの冒険 Doraemon Ken-chan no Paoken?) là một anime Nhật Bản 1981 được tạo ra nhằm kỷ niệm năm quốc tế về những người bị khuyết tật.[31]
- 13 tập Doraemon đặc biệt:
  - Doraemon: Năm mới  (1/1979)
  - Doraemon trở lại(1/1979)
  - Doraemon và cuộc gặp gỡ Ninja Hattori(1/1979)
  - Doraemon và chuyến du hành vũ trụ xuyên thời gian đến 2001(1/1979)
  - Doraemon and Itchy the Stray (1/1979)
  - Doraemon: Featherplace(1/1979)
  - Doraemon: Mùa thu(4/4/1986)
  - Doraemon: Mùa xuân(4/4/1986)
  - Doraemon: Mùa hạ(4/4/1986)
  - Doraemon: Mùa đông(4/4/1986)
  - Doraemon: Kì nghỉ hè (4/4/1986)
  - Doraemon: báu vật trên núi Shinugumi (4/4/1986)
  - Giáng sinh tuyệt vời! Doraemon và đội quân đặc biệt Doraemon (21/12/1996)

### Định dạng 3D
Phim ngắn Doraemon 3D (ドラえもん３Ｄショートムービー Doraemon 3D Shooto muubii) là một tập hợp những phim ngắn 3D có thể xem miễn phí trên website Doraemon, ra mắt năm 2008, bao gồm Prologue (Mở đầu) mắt ngày 21  tháng 3, Dorayaki  Factory (Nhà máy bánh Dorayaki) ngày 13 tháng 6 và Oshizukani ngày 8 tháng 8. Các tập phim do Shogakukan phát hành. Stand by Me Doraemon là phim hoạt hình đầu tiên trong xê-ri được làm với định dạng 3D bởi đạo diễn Yamazaki Takashi và Yagi Ryuichi với phần kịch bản do Yamazaki Takashi viết được công chiếu vào ngày 8 tháng 8 năm 2014 với tổng doanh thu ước đạt 8,38 tỉ Yên. Bộ phim tiếp nối Stand by Me Doraemon 2 công chiếu vào ngày 20 tháng 11 năm 2020 tại Nhật Bản.

## Live action
Tokimeki Sola Kurumaniyon là chương trình live action về Doraemon diễn ra vào ngày 7 tháng 3 năm 1992. Taiyō wa tomodachi ganbare! Soraemon gō là chương trình live action diễn ra vào ngày 6 tháng 3 năm 1993 với đạo diễn là Jun Takahashi. Nhạc kịch Doraemon: Nobita và hành tinh muông thú (tiếng Nhật: 舞台版ドラえもん　のび太とアニマル惑星Utaiba Doraemon: Nobita to Animaru Puranetto) được dựa trên bộ phim cùng tên năm 1990. Vở nhạc kịch được ra mắt tại Không gian Nghệ thuật Tokyo từ ngày 04-09-2008 đến ngày 14-09-2008. Mizuta Wasabi là người lồng tiếng Doraemon. Câu chuyện trong vở kịch giống như nội dung bộ phim Doraemon: Nobita và hành tinh muông thú. Nobita nhìn thấy một đám mây huyền ảo trong nhà mình và nó đã đưa cậu ta đến Hành tinh cảm. Thêm vào đó, một bộ phim live action có độ dài 5 phút thực hiện tại Trung Quốc bởi đạo diễn Chu Luật Kinh được giới thiệu vào ngày 23 tháng 9 năm 2015 mang tựa Nhờ cậu đó, Tiểu Đinh Đang (拜託了！小叮噹)  đã gây ra nhiều xôn xao dư luận 

## Âm nhạc

### Đĩa đơn
- Doraemon no Uta của Ōyama Nobuyo (2000)
- Odore Dore Dora Doraemon Ondo của Mizuta Wasabi (2005)
- Yume wo Kanaete Doraemon (2007)
- Doraemon (2019)

Đĩa đơn được chọn làm nhạc phim
- YUME Biyori (2003) của Shimatani Hitomi, được sử dụng cho loạt phim ngắn từ ngày 10 tháng 10 năm 2003 đến ngày 28 tháng 5 năm 2004.
- Aa Ii na! (2004) của W, được sử dụng cho loạt phim ngắn từ ngày 4 tháng 6, 2004 đến ngày 18 tháng 3 năm 2005.
- Hagusichao (2005) của Natsukawa Rimi biểu diễn được chọn trình chiếu từ ngày 28 tháng 10 năm 2005 đến ngày 20 tháng 4, năm 2007.

và các đĩa đơn khác được chọn làm nhạc phim cho các tập phim chủ đề được liệt kê ở mục Nhạc phim.

### Video ca nhạc
- Doraemon no Uta (nhiều phiên bản khác nhau)
- Hagushichao của Natsukawa Rimi (2005)
- Yume wo Kanaete Doraemon của MAO (2007)

## Truyền thông

### Internet Radio
Giọng nói: Mizuta Wasabi (Doraemon), Ohara Megumi (Nobita)
Doradio
Tên chính thức của chương trình là "Doraemon Super Radio station" Eigachan ★ Doradio (Doraemon ☆ sūpā redio sutēshon `dorajio'). Được đánh giá là Đài phát thanh đầu tiên của Doraemon trên internet.
- Eigachan ★ Doradio 2007: Có trên trang chính thức của Doraemon: Tân Nobita và chuyến phiêu lưu vào xứ quỷ - 7 nhà phép thuật.
- Eigachan ★ Doradio 2008: Được đưa vào trang web chính thức của Doraemon: Nobita và người khổng lồ xanh. Tên chính thức là
- Eigachan ★ Doradio 2009: Có trên trang chính thức của Doraemon: Tân Nobita và lịch sử khai phá vũ trụ
- Eigachan ★ Doradio 2010: Có trên trang chính thức của Doraemon: Nobita và cuộc đại thủy chiến ở xứ sở người cá
- Eigachan ★ Doradio 2011: Có trên trang chính thức của Doraemon: Tân Nobita và binh đoàn người sắt - Đôi cánh Thiên thần
- Eigachan ★ Doradio 2012: Có trên trang chính thức của Doraemon: Nobita và hòn đảo diệu kì - Hành trình muông thú
- Eigachan ★ Doradio 2013: Có trên trang chính thức của Doraemon: Nobita và viện bảo tàng bảo bối
- Eigachan ★ Doradio 2014: Có trên trang chính thức của Doraemon: Tân Nobita thám hiểm vùng đất mới - Peko và 5 nhà thám hiểm

Dorachan ★ Doradio
Tên chính thức là Dorachan ★Doradjio "Doraemon Super Radio station" 
1. 15 tháng 6 năm 2007: Ōrunaito ★ jaian!? (khách mời: Jaian)
2. 31 tháng 8 năm 2007: Nobita natsuyasuminoshukudai dai pin chi!
3. 9 tháng 11 năm 2007: U~erukamu shizukachan! (khách mời:Shizuka)
4. 27 tháng 12 năm 2007: Shiwasu SP! Shuyaku wa Nobita ma ma!? (khách mời: mẹ của Nobita)
5. 18 tháng 7 năm 2008: uchū to tsunagatchatta! ? SP!!!
6. 1 tháng 1 năm 2009: Papa to "akemashite doraemo n"! (khách mời: ba của Nobita)
7. 1 tháng 4 năm 2009: "Sunechan ★ sunedjio" su tāto!? (khách mời:Suneo)
8. 3 tháng 9 năm 2010: Doraemon bāsudē SP!
9. 13 tháng 7 năm 2012: Eiga 2013 ga yattekuru!
10. 3 tháng 9 năm 2012: Ngày sinh nhật của Doraemon
11. 28 tháng 12 năm 2012: Shizukachan no otomekokoro ♡ (khách mời: Shizuka)
12. 8 tháng 2 năm 2013: Eiga supesharu! ￮￮ Ga nusuma reta!!

## Xuất hiện khác
- Video ca khúc "From a Distance" từ album Bicycles & Tricycles của The Orb.
- Nobita, album và bài hát cùng tên của Cổ Cự Cơ
- Đồng hồ báo thức Doraemon trong video "Tragedy" của ban nhạc Steps.
- Real Dream Doraemon Project là một dựa án của Bandai được đưa ra vào năm 2004 nhằm mục đích phát triển robot có thể đi bộ và đi bằng hai chân như con người và được cài đặt tín năng thông tin liên lạc một cách tiên tiến hiện đại với mục tiêu của dự án đến năm 2010.[37] Năm 2009, Bandai buộc phải dừng dự án này lại do kinh doanh thất bại.